# Фонтезамбуко (Изернија)
Фонтезамбуко је насеље у Италији у округу Изернија, региону Молизе.
Према процени из 2011. у насељу је живело 112 становника. Насеље се налази на надморској висини од 719 м.